# Lecointea peruviana
Lecointea peruviana är en ärtväxtart som beskrevs av James Francis Macbride. Lecointea peruviana ingår i släktet Lecointea och familjen ärtväxter.

## Underarter
Arten delas in i följande underarter:
- L. p. lasiogyne
- L. p. peruviana